# Ryglice (gmina)

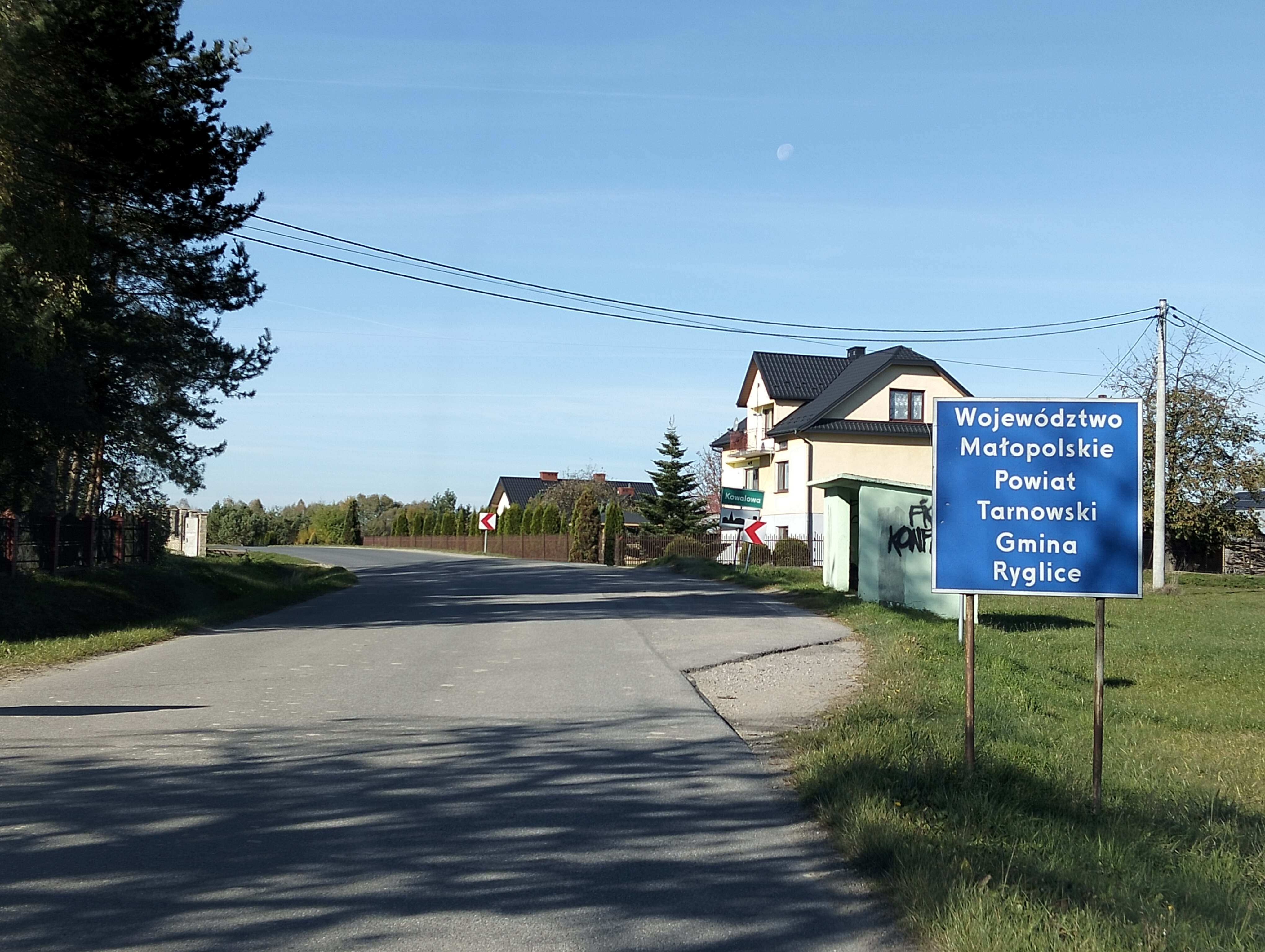
Wjazd na teren gminy od wschodu (Kowalowa)

Ryglice – gmina miejsko-wiejska w województwie małopolskim, w powiecie tarnowskim. W latach 1975–1998 gmina położona była w województwie tarnowskim.
Siedziba gminy to Ryglice.
Południowa część gminy Ryglice leży na terenie Parku Krajobrazowego Pasma Brzanki.
Według danych z 31 grudnia 2017 roku gminę zamieszkiwały 11 684 osoby.

## Struktura powierzchni
Według danych z roku 2002 gmina Ryglice ma obszar 116,81 km², w tym:
- użytki rolne: 67%
- użytki leśne: 25%

Gmina stanowi 8,25% powierzchni powiatu.

## Demografia

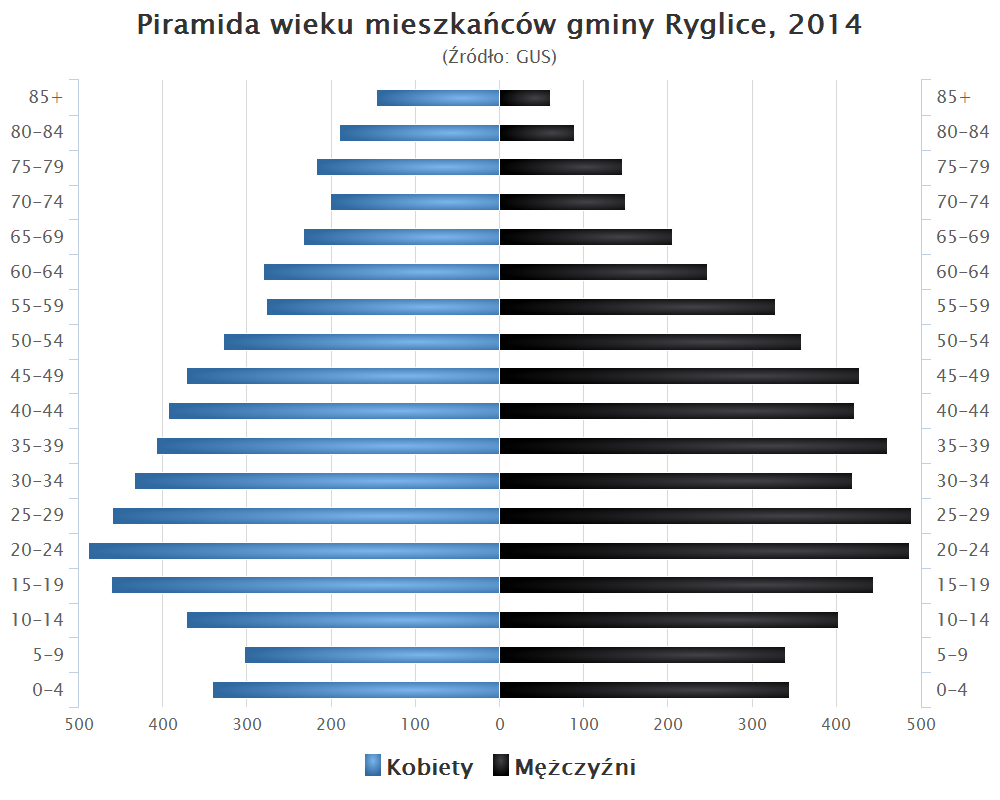
Piramida wieku mieszkańców gminy Ryglice w 2014 roku

Dane z 31 grudnia 2008:
| Opis                              | Ogółem | Ogółem | Mężczyźni | Mężczyźni | Kobiety | Kobiety |
| --------------------------------- | ------ | ------ | --------- | --------- | ------- | ------- |
| jednostka                         | osób   | %      | osób      | %         | osób    | %       |
| populacja                         | 11 475 | 100    | 5699      | 49,7      | 5776    | 50,3    |
| gęstość zaludnienia (mieszk./km²) | 98,2   | 98,2   | 48,8      | 48,8      | 49,5    | 49,5    |

## Miejscowości
W skład gminy Ryglice wchodzi 8 miejscowości: Bistuszowa, Joniny, Kowalowa, Lubcza, Ryglice, Uniszowa, Wola Lubecka, Zalasowa.

## Edukacja
- Zespół Szkół Ponadpodstawowych w Ryglicach
- Szkoła Podstawowa im. Kardynała Stefana Wyszyńskiego w Ryglicach
- Szkoła Podstawowa w Bistuszowej
- Szkoła Podstawowa im. Jana Pawła II w Joninach
- Szkoła Podstawowa w Woli Lubeckiej
- Szkoła Podstawowa im. Czesława Wojewody w Lubczy
- Szkoła Podstawowa w Zalasowej
- Szkoła Podstawowa w Kowalowej
- Publiczne Przedszkole w Ryglicach
- Publiczne Przedszkole w Zalasowej

## Imprezy
Na terenie gminy organizowane są następujące imprezy masowe:
- Przegląd Jasełkowo-Kolędniczy (styczeń),
- Święty Walenty – Tradycje Lubeckie (14 lutego),
- Babski Comber (marzec),
- Ryglicka Parada Orkiestr Dętych (3 maja),
- Ryglickie Dni Muzyki Chrześcijańskiej (maj),
- Sobótkowe Święto Młodości oraz Święto Drzewiarza i Leśnika (czerwiec),
- Piknik na Górze Kokocz (czerwiec/lipiec),
- Dożynki Gminne (sierpień),
- Festiwal Kultury Pogórzańskiej (wrzesień)[5].

## Sąsiednie gminy
Jodłowa, Pilzno, Skrzyszów, Szerzyny, Tuchów